# Dorothy Dunnett
Pour les articles homonymes, voir Dunnett.
Dorothy Dunnett, née le 25 août 1923 à Dunfermline et morte le 9 novembre 2001 à Fife, est une écrivaine britannique.

## Biographie

### Enfance et formation
Elle est née Dorothy Halliday à Davaar, une maternité de Grieve Street, dans la ville de Dunfermline le 25 août 1923.
Elle était la fille unique d’Alexander Halliday, ingénieur contremaître, et de Dorothy Eveline Millard. Ils s’étaient mariés deux ans auparavant à Birmingham le 18 juillet 1921. Au moment de sa naissance, la famille résidait généralement au 15 Park Street à Glencraig. La naissance a été enregistrée le 13 septembre par son grand-père, Martin Halliday, qui vivait à l’école Lodge de Glencraig.
Elle a fait ses études à la James Gillespie School for Girls et avait quelques années de moins que Muriel Spark qui a basé son célèbre roman The Prime of Miss Jean Brodie sur l’école.
Dorothy a étudié à l’Edinburgh College of Art et à la Glasgow School of Art et est devenue une portraitiste talentueuse. Pendant la Seconde Guerre mondiale, elle a travaillé comme attachée de presse pour divers ministères gouvernementaux à Édimbourg, dont le Board of Trade. C’est là qu’elle a rencontré et épousé son patron, Alastair Dunnett.

### Carrière
Elle est autrice de romans historiques et de romans policiers historiques. Elle est connue pour sa série en six volumes sur Francis Crawford of Lymond. Les Lymond Chronicles sont précédées d'une préquelle en huit volumes : The House of Niccolò. Elle a également écrit un roman à propos du véritable roi Macbeth — King Hereafter (1982) —, ainsi qu'une série d'enquêtes historiques menées par Johnson Johnson, un espion portraitiste.

## Œuvre
Série Lymond Chronicles
1. The Game of Kings (1961)
2. Queen's Play (1964)
3. The Disorderly Knights (1966)
4. Pawn in Frankincense (1969)
5. The Ringed Castle (1971)
6. Checkmate (1975)

Série The House of Niccolò
1. Niccolò Rising (1986), trad. Le Marchand de Bruges, Presses de la cité, 1993
2. Spring of the Ram (1987), trad. Les Compagnons de la Toison d'or, Presses de la cité, 1994
3. Race of Scorpions (1989), trad. Le Bâtard de Chypre, Presses de la cité, 1995
4. Scales of Gold (1991)
5. The Unicorn Hunt (1993)
6. To Lie with Lions (1995)
7. Caprice and Rondo (1997)
8. Gemini (2000)

Série Jonhson Jonhson
1. Dolly & the Bird of Paradise (1983)
2. Dolly & the Singing Bird (1968)
3. Dolly & the Cookie Bird (1970)
4. Dolly & the Doctor Bird (1971)
5. Dolly & the Starry Bird (1973)
6. Dolly & the Nanny Bird (1976)
7. Moroccan Traffic (1991)

Autre œuvres